# Anna Benkendorff
Anna Maria Florentine Benkendorff (* 4. Dezember 1855 in Karthaus, Provinz Preußen; † 31. Oktober 1943 in Dresden) war eine deutsche Malerin der Düsseldorfer Schule.

## Leben
Benkendorff studierte Malerei, zunächst in Kassel, außerdem bei Karl Gussow in Berlin. 1881 war sie Privatschülerin von Carl Irmer in Düsseldorf. 1898 wohnte sie in Weimar, Kurthstraße 16. 1896 hielt sie sich zu Studien in Rom auf. Sie ließ sich in Dresden nieder, wo sie 1904 in der Schnorrstraße 23, 1907 in der Altstadt, Lindenaustraße 16 wohnte. Benkendorff malte Stillleben, Blumen und Landschaften, etwa mit Motiven aus Hamburg und Umgebung, und stellte unter anderen in Berlin, Dresden und Leipzig aus.

## Werke und Ausstellungen (Auswahl)

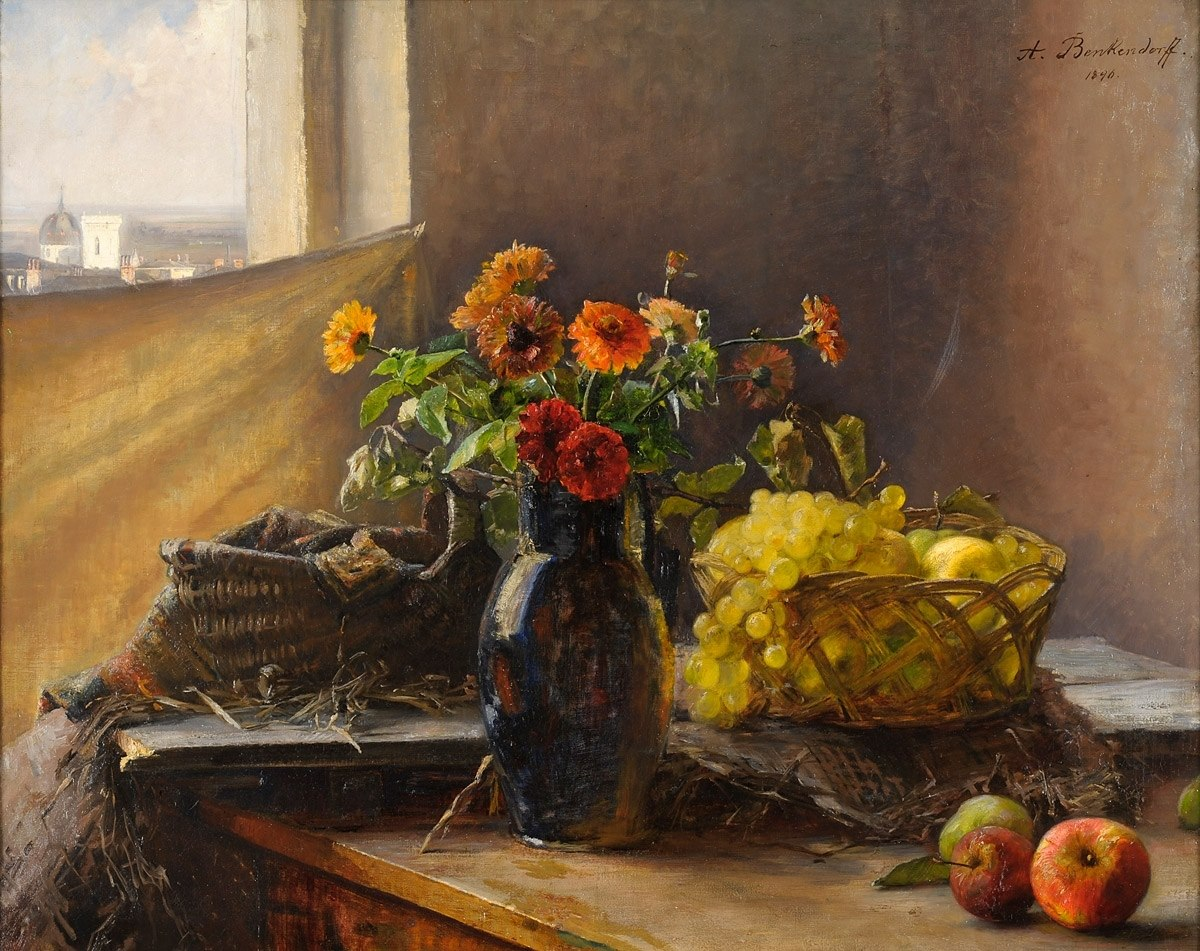
Früchtestilleben mit Blick auf Rom (1896)

- „Stilleben – Anemonen“; ausgestellt: Große Berliner Kunstausstellung, Berlin 1893, (Whg: Berlin) Nr. 102
- „Stilleben – Kürbis und Mais“; ausgestellt: Große Berliner Kunstausstellung, Berlin 1893, (Whg: Berlin) Nr. 103
- „Früchtestilleben mit Blick auf Rom“, 1896; Öl/Lwd., 80 × 98 cm
- „Azaleen“, 1897; Öl, 62 × 76,5 cm
- „Asiatische Vase und Schale auf weissem Tuch“, 1899; Öl/Lwd., 62 × 72 cm
- „Astern“; ausgestellt: Große Berliner Kunstausstellung 1901, (Whg.: Dresden) Nr. 5
- „Weiße Azaleen“; ausgestellt: Große Berliner Kunstausstellung 1902, (Whg.: Dresden) Nr. 70
- ausgestellt: Leipziger Kunstgewerbemuseum 1903[4]
- ausgestellt: Sächsische Kunstausstellung Dresden, Ausstellungsgebäude auf der Brühlschen Terrasse, Mai – Oktober 1906
- ausgestellt: Große Berliner Kunstausstellung 1907, (Whg.: Dresden-Altstadt, Lindenaustr. 16)
- „Stilleben mit Chrysanthemen und Brotkorb“, 1915; Öl/Lwd., 66,2 × 91,2 cm
- „Blücherstraße, Altona“ 1931; Öl/Malpappe, 37 × 34,5 cm
- „Rosen, Souvenir de Malmaison“, Öl/Lwd., 46 × 78 cm
- „Früher Abend“, Öl/Malpappe, 26,5 × 34,5 cm